# Un jeune homme pressé
Un jeune homme pressé est un vaudeville en un acte d'Eugène Labiche, représenté pour la première fois à Paris au Théâtre du Palais-Royal le 4 mars 1848 et publié aux éditions Michel Lévy frères.
C'est la première et une des quatre rares pièces (sur 174) que Labiche ait écrit seul, les trois autres étant :
- Un garçon de chez Véry
- Le Petit Voyage
- 29 degrés à l'ombre

## Résumé
Dardard est un jeune homme pressé. Il n’hésite pas à réveiller Pontbichet à 2 heures du matin pour lui demander la main de sa fille. Il vient de la voir au spectacle, il a suivi son fiacre, il est décidé, il veut l’épouser.

Pontbichet, tout d’abord ahuri, puis hostile, et enfin menaçant, va pourtant finir par se laisser subjuguer par l’énergie, l’assurance, le génie commercial déployé par l'intrus. L'exposé de Dardard, expliquant comment il va s'y prendre pour expédier en Angleterre 40 000 paires de gants, sans en payer les droits de douane et le port, l'a véritablement ébloui : il accepte la demande en mariage.

C'était oublier qu'il avait déjà promis la main de sa fille à Collardeau, une espèce de benêt placide, qui loge là.

La situation se complique encore quand Dardard s'aperçoit que Mlle Pontbichet est un vrai laideron (il s'est trompé de fiacre), et que Collardeau s'est permis quelques libertés avec elle en tant que fiancé officiel. Et Dardard a déjà remis, à titre de garantie de sa détermination, un reçu de la dot sans l'avoir encore touchée !

Heureusement, c'est un vaudeville (Labiche nous le rappelle dans les dialogues), et l'intrigue ne peut se dénouer que favorablement.

## Quelques répliques
- Pontbichet, réveillé en pleine nuit par des coups de sonnette et croyant à un incendie :

- « Que diable ! donnez-moi le temps de passer un pantalon. (À part.) Ces pompiers sont d’une impatience. » Scène I
- - « A Bordeaux, quand on distingue une jeune fille au spectacle, on ne s’informe ni de son rang, ni de son nom, ni de son sexe... » Scène I
- - « En affaires, je suis sérieux comme un hibou. » Scène IV
- Petit clin d’œil de l’auteur qui exprime peut-être son sentiment par la voie de Dardard :

- « J’ai [les vaudevilles] en horreur !... c’est toujours la même chose ; le vaudeville est l’art de faire dire oui au papa de la demoiselle qui disait non. [...] Tenez, dans ce moment nous en jouons un vaudeville... Vous dites non ; eh bien, vous direz oui... à la fin. » Scène IV
- - « Je t’ai donné ma parole, mais je la reprends, comme tout galant homme doit le faire. » Scène VI

## Commentaires
Cette pièce est entrée au répertoire de la Comédie-Française le 24 janvier 1959.
L'idée de la douane a été reprise dans le film La vérité si je mens 3 avec les paires de chaussures chinoises qui sont livrées séparément, pieds gauches et pieds droits.

## Distribution
| Acteurs et actrices ayant créé les rôles |                   |
| Personnage                               | Acteur ou actrice |
| Dardard                                  | Ravel             |
| Pontbichet                               | Sainville         |
| Colardeau                                | Alcide Tousez     |